# Cubierta (barco)

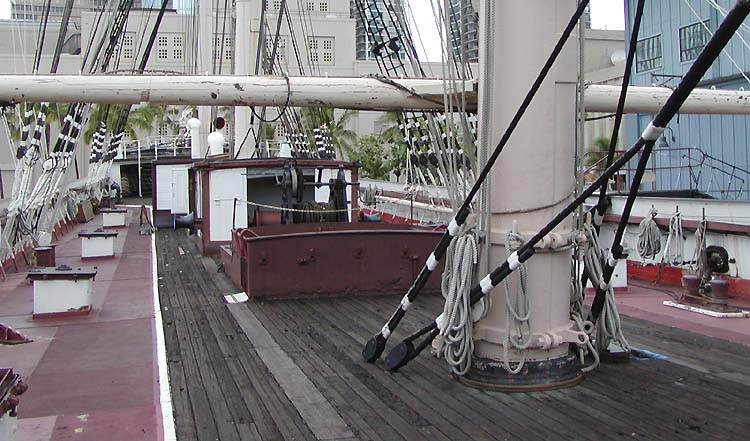
Vista de la cubierta principal, mixta (madera-metal).

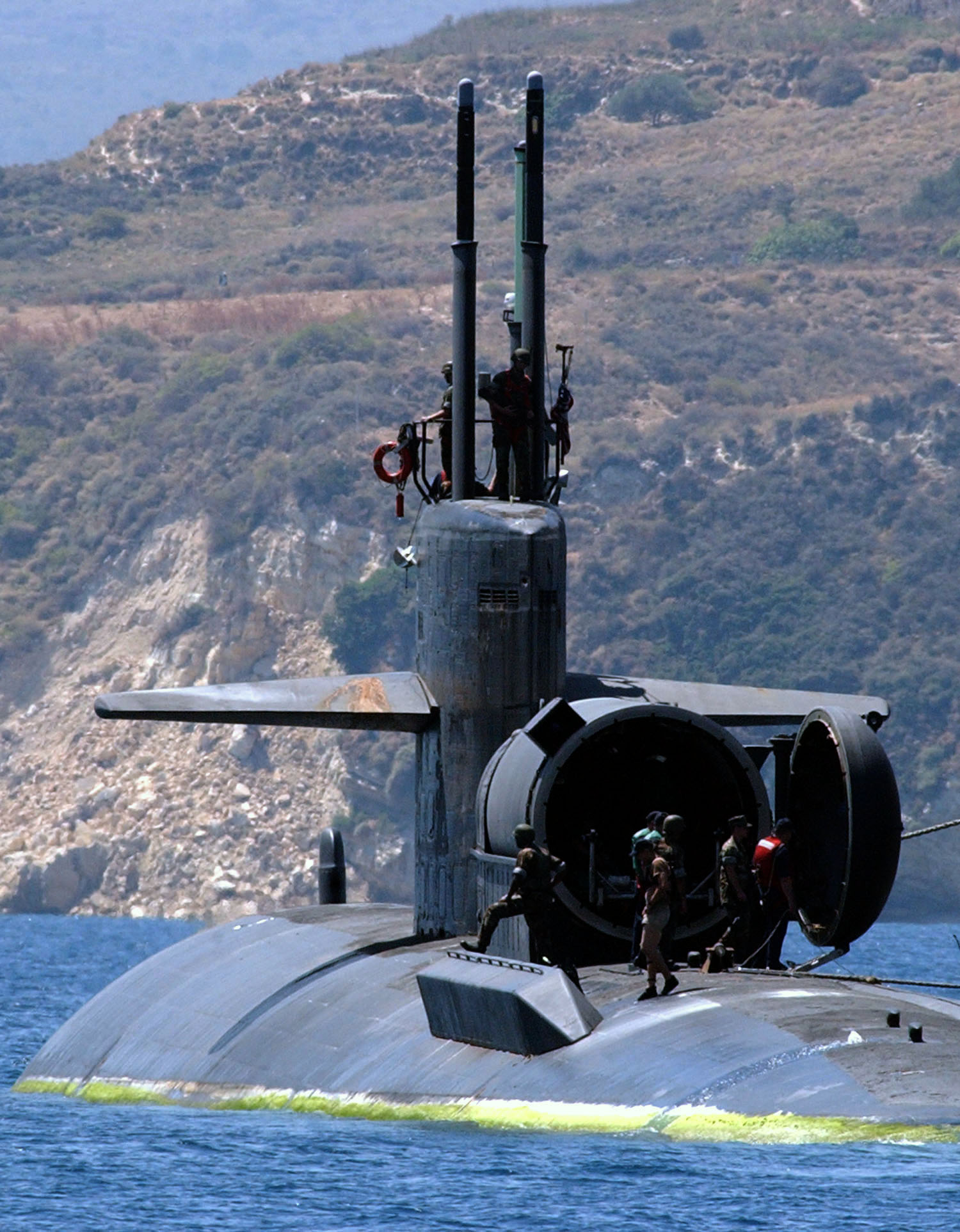
Hangar de cubierta del submarino.

En náutica, las cubiertas son cada una de las superficies (suelos) de madera o metal de un buque (barco) que, a diferentes alturas respecto a la quilla, afirmados sobre los baos, dividen el buque horizontalmente. Suelen ser especialmente denominadas por letras. (fr. Couverte, Pont; ing. Deck; it. Coperta).

## Descripción
El espacio entre cubiertas se llama entrepuente.
En las embarcaciones deportivas y clásicas usualmente la madera de teca ha sido la más utilizada por sus cualidades de resistencia, aunque ya hace tiempo que comenzó a ser substituida por materiales sintéticos.
Todas las cubiertas tienen su destino en cada buque, ya sea de pasajeros (para camarotes), ya sea un buque de carga que prescindirá de cubiertas (para el uso de este espacio para carga).
Orden de cubiertas desde el puente hacia la quilla:
1. Puente de mando
2. Cubierta alojamiento oficiales primera y capitán
3. Cubierta alojamiento oficiales segunda
4. Cubierta alojamiento oficiales tercera
5. Cubierta alojamientos tripulación
6. Cubierta principal (cubierta de intemperie)
7. Cubierta control sala de máquinas
8. Cubierta sala de máquinas
9. Cubierta del doble fondo

## Clases de cubiertas

### Por su estructura
1. Cubierta de enjaretado (cubierta levadiza): es la que se compone de cuarteles que pueden quitarse y ponerse con facilidad.
2. Cubierta de guindaste: es la que provisionalmente se hace entre el palo mayor y el trinquete para alojar tropa de transporte. La que en los vapores destinados a llevar muchos pasajeros sirve de techo a las cámaras y salones, y no llega hasta la amurada, sino que entre ésta y los mamparos de las cámaras deja un corredor o pasamano. (ing. Spar deck).

### Por su forma
1. Cubierta entera (cubierta corrida, cubierta de puente a la oreja): es la que sigue sin interrupción de popa a proa. (ing. Flush deck).
2. Cubierta de saltillo: es la que no es seguida, sino que forma escalones, regularmente en las partes de popa y proa.[2]
3. Cubierta cortada (media cubierta): es la que entre el palo mayor y el de trinquete está interrumpida por el ojo del combés y sólo deja a uno y otro lado los corredorcillos que se llaman pasamanos. (ing. Half-deck).
4. Cubierta arqueada (cubierta quebrantada): es la que ha perdido su arrufo o es más baja en las partes de popa y proa que en el centro.

### Por su función

#### Navíos de vela (cubiertas de arriba hacia abajo y de proa a popa)
1. Encima de la cubierta alta
  - Cubierta: cualquier cubierta elevada sobre la cubierta del castillo. (ing. Topgallant forecastle deck)
  - Cubierta de la toldilla: es la cubierta que formaba el techo de la chupeta. (ing. Poop deck).
2. Cubierta alta: es la superior, como su sobrenombre lo indica, la cual por excelencia se llama cubierta. (ing. Upper deck).
  - Cubierta del castillo: es la cubierta situada entre el palo trinquete y proa. (ing. Forecastle deck).
  - Cubierta media: es la cubierta para área de trabajo. (ing. Middle deck, Waist deck).
  - Cubierta del alcázar: es la parte de la cubierta alta comprendida entre el palo mayor y el coronamiento de popa en los buques que no tienen toldilla ni chupeta, y en los otros la parte que hay desde el mamparo proel de uno de estos repartimientos hasta el palo mayor. (ing. Quarterdeck).
3. Cubierta baja: es la cubierta inmediatamente sobre la bodega, originalmente solo en barcos de dos cubiertas. (ing. Lower deck)
  - Cubierta del sollado: es la cubierta más baja de un barco, excepto en los barcos muy antiguos. Es la cubierta o parte de una cubierta donde los cables son almacenados, usualmente bajo la línea de flotación. (fr. Faux pont; ing. Orlop deck; Falso ponte; Falsa coperta).
4. Bodega: (ing. Hold).

#### Navíos de vela de guerra (de arriba hacia abajo)
Además de las anteriores cubiertas, incluían entre la cubierta alta y la cubierta baja, los siguientes:
1. Cubierta de batería: en una embarcación multi-cubierta, es la cubierta bajo la cubierta superior en donde los cañones eran transportados. (ing. Gun deck).
  - Cubierta del combés: es la tercera en los navíos de tres puentes, la segunda en los sencillos y la principal en las fragatas y en las corbetas de puente a la oreja. (fr. Embelle; ing. Waist; it. Pozzo).
  - Tercer puente: en los navíos de tres puentes, es el superior inmediato al segundo. (ing. Upper gun deck).
  - Segundo puente: en navíos de tres puentes, es el superior inmediato al principal. Corresponde a la cubierta del combés en los navíos sencillos.
  - Primer puente: en navíos de tres puentes, es el principal. (ing. Lower gun deck).
2. Cubierta de coy: es la cubierta debajo de la cubierta de batería donde las hamacas de la tripulación eran guindadas. Incluye a popa: la antecámara, la cámara y la santabárbara. (ing. Berth deck).

#### Barcos modernos
1. Primera cubierta (cubierta principal): en algunas embarcaciones, es la más alta cubierta del casco, usualmente pero no siempre la cubierta de tiempo. (ing. Main deck).
2. Cubierta de paseo: en barcos de pasajeros y barcos de río, es la cubierta que se extiende de proa a popa a ambos lados e incluye áreas abiertas al exterior para caminar. (ing. Promenade deck).
3. Cubierta de botes (cubierta de abandono): es por la cual se accede a los botes salvavidas durante una evacuación. (ing. Boat deck).
4. Cubierta de entrepuente: en un buque de carga, es la cubierta retráctil o que se puede quitar por completo, que se encuentra entre la cubierta principal y la bodega. (ing. Tween deck).
  - Cubierta de entrepuente superior: (ing. Upper Tween deck).
  - Cubierta de entrepuente Inferior: (ing. Lower Tween deck).
5. Cubierta de calderas: en vapores de río, es la cubierta de pasajeros que esta sobre la sala de calderas. (ing. Boiler's deck).
6. Cubierta de vehículos: en barcos de asalto anfibio y feries civiles, es la cubierta utilizada para llevar vehículos. (ing. Vehicle deck).

#### Buques militares
1. Cubierta de vuelo: en portaaviones, es la cubierta en la cual aterrizan y despegan aviones. (ing. Flight deck).
2. Cubierta de helicópteros: en porta-helicópteros, es la que usualmente está localizada a popa y siempre se mantiene libre de obstáculos peligrosos para el aterrizaje de helicópteros. (ing. Helicopter deck).
3. Cubierta hangar: en portaaviones, es la cubierta utilizada para almacenar y dar mantenimiento a aviones. (ing. Hangar deck).
4. Cubierta de pozo: en barcos de asalto anfibio, es la cubierta como de Hangar localizada en la línea de flotación de popa. Al tomar agua el barco puede bajar la popa, inundar la cubierta del pozo y permitir que los barcos y las embarcaciones de desembarco atraquen dentro del barco. (ing. Well deck).
5. Cubierta de dragado: en dragaminas, es la cubierta más a popa, situada cerca de la línea de flotación para facilitar el lanzamiento y recuperación de equipo. (ing. Sweep deck).

## Expresiones relacionadas
- Apuntalar las cubiertas: poner puntales a los baos que las sostienen para quitarles el cimbreo y hacer que tengan más sujetos los costados del buque en los temporales.
- Escorar en la cubierta:
- Bajo cubierta y sobre cubierta: dos modos adverbiales con que se expresa la diferente situación de un individuo u objeto que está resguardado bajo de alguna cubierta o bien a la intemperie o al raso en alcázar, toldilla o castillo.
- Rodar cubiertas: frase muy usual con que se indica haber navegado mucho y en muchos barcos.[2]